# Mandevilla urophylla
Mandevilla urophylla är en oleanderväxtart som först beskrevs av Joseph Dalton Hooker, och fick sitt nu gällande namn av R. E. Woodson. Mandevilla urophylla ingår i släktet Mandevilla och familjen oleanderväxter. Inga underarter finns listade i Catalogue of Life.